# Vera Lúcia Conceição de Gouveia Santos
Vera Lúcia Conceição de Gouveia Santos é uma pesquisadora brasileira da área de Enfermagem. É considerada a "mãe da estomaterapia brasileira".
Foi responsável pela criação do primeiro curso de especialização de estomaterapia no Brasil, na Escola de Enfermagem da Universidade de São Paulo (USP), sendo este o único curso existente no país até 1998.

## Biografia
Vera Santos graduou-se em Enfermagem pela Universidade de São Paulo em 1976, obtendo na mesma instituição o título de mestre em Enfermagem em 1989 e doutora em Enfermagem em 1996. Foi presidente no período de 1992 a 1997 e de 1999 a 2001 da Associação Brasileira de Estomaterapia (SOBEST), da qual é membro fundador. Em outubro de 2014 recebeu o Título Honorífico de Especialista Emérito em Estomaterapia (TiSOBEST).